# 基督徒聚會
基督徒聚會 （英語：Christian Assembly），由倪柝聲的同工史伯誠、魏建章、林三綱、徐爾建及何廣明等人創立。史伯誠自1965年在美國加州成立同工團「基督見證使團」後，數十餘年來在北美及台灣各地建立地方教會，教會名稱以當地地名加上「基督徒聚會」來命名，如矽谷基督徒聚會、台北基督徒聚會等。

## 歷史
從1920至30年代於上海倪柝聲創立的「基督徒聚會處」（時稱小群教會），在中國大陸拓展迅速盛極一時，興起屬靈風潮，同時開拓至海外的華人社會，特別在許多東南亞國家建立教會。1946年，上海教會恢復聚會，李常受和汪佩真開展校園福音工作，吸引一批積極追求的青年學生，史伯誠因此得救受浸。1950年代倪柝聲差派並由李常受弟兄帶領一批青年同工在台灣各地建立「教會聚會所」（現稱「召會」），史伯誠負責嘉義教會、林三綱去台中、魏建章去基隆、何廣明去新竹、徐爾建去台南。

### 離開地方召會
1965年，史伯誠等5位同工們，受史百克影響並堅持「惟有基督是包括一切，又住在個人之內」的異象，離開教會聚會所，隨後在美國加州成立全時間傳道人同工團「基督見證使團」。基督見證使團分為三個部門：職事之家、見證書室及門徒之家，個別負責各地特會需求、出版屬靈書籍及培訓青年同工。由該同工團差派自各地建立之地方教會，稱之為「基督徒聚會」。數十餘年來，在北美及台灣各地都有建立教會。

## 組織體制
教會制度上，設有傳道人、同工與負責弟兄。傳道人與同工是經過推薦、陪談、訓練後按立。負責弟兄則是經過同工團與其他負責弟兄的承認而認可。信徒互稱弟兄姐妹，專職的傳道稱「同工」，而教務管理者稱「長老」或稱「負責弟兄」，每一個主日要舉行一次「擘餅聚會」。在內容方面，多傳講神的旨意、國度、教會建造等主題，尊崇倪柝聲弟兄及史百克弟兄等人的教導。各地教會平時在行政、管理上獨立自主，但經常在一起追求及彼此相助。

## 名稱由來
史伯誠等人離開教會聚會所後，各地信徒仍持續聚會，但聚會一段時間後，聚會需要有一個名稱，不然無法向政府登記。經尋求後，史伯誠與各地的同工、長老召開聚會，訂定「基督徒聚會」作為教會名稱。其命名原因，認為這名稱沒有宗派味道，且「基督徒聚會」是一個太普通的名稱，全天下所有教會的「聚會」，都是基督徒聚會。若教會落於平常，也只不過是千千萬萬基督徒聚會之中的一個聚會而已。史伯誠成立的「基督徒聚會」與倪柝聲在上海創立的「基督徒聚會處（時稱小群教會）」和李常受在台建立的「教會聚會所（現稱「召會」）」名稱雖然相近，但並不是同一體系。

## 教會分布
基督徒聚會在北美及台灣皆有教會成立，目前在台灣教會有：台北基督徒聚會（原瑞安街基督徒聚會）、台北樣基督聚會、木柵基督徒聚會、土城基督徒聚會、台北麗水街基督徒聚會、新竹基督徒聚會、台中基督徒聚會、豐原基督徒聚會、台中大里基督徒聚會、台中台灣大道基督徒聚會、嘉義基督徒聚會、高雄基督徒聚會。
北美地區則有：矽谷基督徒聚會、迦福市基督徒聚會、聖迦谷基督徒聚會、聖荷西基督徒聚會、傳福基督徒聚會、休斯顿基督徒聚会（得州）等。

## 外部連結
- 基督徒見證使團 （页面存档备份，存于）
- 台北基督徒聚會 （页面存档备份，存于）
- 木柵基督徒聚會 （页面存档备份，存于）
- 矽谷基督徒聚會 （页面存档备份，存于）